# Liste der Hochhäuser in Stuttgart
Die Liste der Hochhäuser in Stuttgart hat das Ziel, alle in Stuttgart befindlichen Hochhäuser ab einer strukturellen Höhe von 39 Metern aufzuführen.
Einige der höchsten Häuser stehen in den Stadtbezirken auf der Filderhochebene, Vaihingen, Möhringen und Plieningen (Asemwald).
Historisch bedeutsam ist der Tagblatt-Turm in der Stadtmitte. Der Architekt Ernst Otto Oßwald plante den Turm 1924 gegenüber dem Kaufhaus Schocken als erstes Hochhaus in Stuttgart und erstes Stahlbeton-Hochhaus Deutschlands. Der Bau erfolgte von 1927 bis 1928. Der Turm war von 1928 bis 1943 Sitz der Redaktion und des Verlags der namensgebenden Tageszeitung Stuttgarter Neues Tagblatt.

## Bestehende Hochhäuser im Stadtgebiet
| Nr.  | Name                                             | Stadtbezirk             | Höhe                     | Etagen     | Baujahr                      | Bemerkungen | Foto |
| ---- | ------------------------------------------------ | ----------------------- | ------------------------ | ---------- | ---------------------------- | --- | ---- |
| 01.  | Porsche Design Tower                             | Stuttgart-Feuerbach     | 87,1 m                   | 25         | 2022                         | Baubeginn Anfang 2020, im Februar 2022 wurde der Rohbau fertiggestellt, die Eröffnung war Mitte 2023. |      |
| 02.  | Skyline Living, Stresemannstr. 87                | Stuttgart-Feuerbach     | 79,7 m                   | 21         | 2017                         | Traufhöhe liegt bei 72,5 m. Wohnturm der Bülow AG am Pragsattel. |      |
| 03.  | LBBW-Hochhaus                                    | Stuttgart-Mitte         | 73,8 m                   | 19         | 2005                         | LBBW; Glasbau an der Heilbronner Straße, am neu entstandenen Pariser Platz. Die Höhe der nördlichen Glasfassade beträgt 60 m. |      |
| 04.  | Colorado                                         | Vaihingen               | 73,5 m                   | 20         | 2007                         | Hier handelt es sich um die Firsthöhe. Die Traufhöhe liegt bei 63,9 m. Das Hochhaus befindet sich in der Industriestr. 4 gegenüber vom Bahnhof Vaihingen, im Gewerbegebiet Vaihingen/Möhringen.                                                                                        |      |
| 05.  | Dormero Hotel                                    | Möhringen               | 71,6 m                   | 20         | 1991                         | Ein Standort von Dormero Hotels im SI-Centrum, Plieninger Str. 104 in Möhringen. |      |
| 06.  | Julius-Brecht-Hochhaus                           | Mühlhausen              | 69,9 m                   | 23         | 1969                         | Im damaligen Neubau-Stadtteil Freiberg, in der Adalbert-Stifter-Str. 2–8. Es war bei seiner Fertigstellung 1969 das höchste Wohnhaus im sozialen Wohnungsbau Deutschlands. Hier ein historisches Bild im Bundesarchiv.                                                                 |      |
| 07.  | Cloud No. 7                                      | Stuttgart-Mitte         | 68,5 m                   | 19         | 2017                         | Luxus-Hochhaus im Europaviertel. Höhe mit Dachaufbau. Traufhöhe liegt bei 65,1 m. |      |
| 08.  | StEP 6, Gropiusplatz 10                          | Vaihingen               | 67,5 m                   | 16         | 2002, Umbau 2007             | Hochhaus der debitel AG im Stuttgarter Engineering Park (auch STEP) am S-Bahn-Halt Österfeld. Traufhöhe liegt bei 60,17 m. |      |
| 09.  | Hannibal, Im Asemwald 52–62                      | Plieningen              | 67,4 m                   | 22         | 1972                         | Die Wohnsiedlung, besser Wohnstadt „Hannibal“ mit ihren drei Hochhäusern bildet den Stadtteil Asemwald, am Waldrand gelegen zwischen Birkach und Degerloch. Architekten: Otto Jäger und Werner Müller. Auf dem Dach von diesem Block befinden sich ein Restaurant sowie ein Hallenbad. |      |
| 10.  | Hochhaus am Allianz Park                         | Vaihingen               | 67,2 m                   | 18         | 2025                         | Der Allianz Park befindet sich an der Heßbrühlstraße am Rande des Synergieparks in Vaihingen. Die Allianz Lebensversicherungs-AG baut dort ihren neuen Stammsitz. |      |
| 11.  | Hannibal, Im Asemwald 2–10                       | Plieningen              | 66,8 m                   | 24         | 1972                         | Die Wohnsiedlung, besser Wohnstadt „Hannibal“ mit ihren drei Hochhäusern bildet den Stadtteil Asemwald, am Waldrand gelegen zwischen Birkach und Degerloch. Architekten: Otto Jäger und Werner Müller                                                                                  |      |
| 12.  | Hannibal, Im Asemwald 22–32                      | Plieningen              | 66,8 m                   | 24         | 1973                         | Die Wohnsiedlung, besser Wohnstadt „Hannibal“ mit ihren drei Hochhäusern bildet den Stadtteil Asemwald, am Waldrand gelegen zwischen Birkach und Degerloch. Architekten: Otto Jäger und Werner Müller                                                                                  |      |
| 13.  | Salute-Hochhaus, Sautterweg 5                    | Möhringen               | 64,4 m                   | 21         | 1963                         | Wohnhochhaus in Stuttgart-Fasanenhof. Architekten: Hans Scharoun und Wilhelm Frank |      |
| 14.  | EnBW-City, Schelmenwasenstr. 15                  | Möhringen               | 63,8 m                   | 17         | 2009, Umbau 2014             | Neubau der EnBW Energie Baden-Württemberg im Gewerbegebiet Fasanenhof. |      |
| 15.  | Wohnhochhaus „Fasan II“, Fasanenhofstr. 4–6      | Möhringen               | 63,6 m                   | 22         | 1965, Umbau 2012             | 1960 wurde mit dem Bau von Stuttgarts erster Trabantenstadt für rund 10.000 Bewohner begonnen, an verschiedenen Stellen wurden auch markante Hochhäuser errichtet, wie auch das „Salute“ (oben) oder Hochhaus Fasanenhof 1.                                                            |      |
| 16.  | Atlanta BusinessCenter, Vaihinger Str. 131       | Möhringen               | 63,45 m                  | 17         | 1992                         | Das Häussler-Hochhaus der gleichnamigen Baumanagement-Gesellschaft. |      |
| 17.  | Daimler Hauptverwaltung, Mercedesstr. 137        | Untertürkheim           | 63,2 m                   | 15         | 1958, Umbau 1970             | Höhe mit Stern liegt bei 78,3 m. |      |
| 18.  | Mercedesstr. 120                                 | Untertürkheim           | 63,0 m                   | 14         |                              | Am Zugang zur Konzernzentrale und zum Motorenwerk Untertürkheim. Zustand nach dem Umbau. |      |
| 19.  | Turm am Mailänder Platz                          | Stuttgart-Mitte         | 61,3 m                   | 19         | 2021                         | |      |
| 20.  | Tagblatt-Turm, Eberhardstr. 61                   | Stuttgart-Mitte         | 61,2 m                   | 17         | 1928, Umbau 1993             | Ältestes Hochhaus Stuttgarts; erstes Sichtbeton-Hochhaus Deutschlands. |      |
| 21.  | Wohnhochhaus „Fasan I“, Solferinoweg 20A&B       | Möhringen               | 60,6 m                   | 21         | 1965                         | Oder Hochhaus Fasanenhof 1. |      |
| 22.  | Stiftswaldstr. 1                                 | Vaihingen               | 60,5 m                   | 21         | 1969                         | Teil der Hochhaussiedlung „Im Lauchau“ in Vaihingen. |      |
| 23.  | MPA Hochhaus, Pfaffenwaldring 32                 | Vaihingen               | 58,6 m                   | 14         | 1969, Umbau 2010, 2012       | Auf dem Uni-Campus in Vaihingen. Traufhöhe liegt bei 56,03m. |      |
| 24.  | Fortuna, Filderhauptstr. 209                     | Plieningen              | 57,7 m                   | 17         | 1996                         | Höhepunkt der Siedlung Steckfeld in Plieningen. Traufhöhe liegt bei 48,73 m. |      |
| 25.  | Lorenzstr. 10                                    | Zuffenhausen            | 57,2 m                   | 14         | 1975, Umbau 2006, 2012       | Sitz von Alcatel-Lucent im Nordwesten von Zuffenhausen, nähe Porsche. |      |
| 26.  | Kollegiengebäude 2, Keplerstr. 17                | Stuttgart-Mitte         | 56,85 m                  | 12         | 1964, Umbau 1999             | Kollegiengebäude K II der Universität Stuttgart am Stadtgarten, Keplerstraße, mit zehn Hörsaal-Geschossen. Die Nordseite des Gebäudes hat 12 Obergeschosse, die Südseite dagegen 16.                                                                                                   |      |
| 27.  | Bülow-Turm                                       | Stuttgart-Nord          | 56,4 m 75 m (mit Mast)   | 16         | 1991, Umbau 2015             | Oft auch Bülow Tower Stuttgart, an der Heilbronner Straße (B 27), 2 Kilometer stadtauswärts zum LBBW-Hochhaus (Nr. 1) gelegen. War eine (zufällig gleichzeitig entstandene) „Landmarke“ für das Gelände der Internationalen Gartenbauausstellung 1993 (beim Leibfriedschen Garten).    |      |
| 28.  | Naturwissenschaftliches Zentrum NWZ1 + NWZ2      | Vaihingen               | 56,3 m                   | 10 bzw. 11 | 1974                         | NWZ1 (Chemie) und NWZ2 (Physik, Mathematik, Biologie) der Universität Stuttgart im Pfaffenwald; 10 bzw. 11 Etagen zzgl. mehrerer Technik-Ebenen; Länge je 117 m; Hauptnutzfläche insges. 52.000 m2.                                                                                    |      |
| 29.  | Kollegiengebäude 1, Keplerstr. 11                | Stuttgart-Mitte         | 56,2 m                   | 12         | 1960, Umbau 1999             | Kollegiengebäude K I der Universität Stuttgart am Stadtgarten, Keplerstraße, mit zehn Hörsaal-Geschossen. Die Nordseite des Gebäudes hat 12 Obergeschosse, die Südseite dagegen 16. |      |
| 30.  | SWR, Neckarstraße 230                            | Stuttgart-Ost           | 55,8 m                   | 13         | 1976, Umbau 2009             | Hochhauskomplex des SWR (Südwestrundfunk) |      |
| 31.  | Sturmvogelweg 2–10                               | Mühlhausen              | 54,34 m                  | 20         | 1975                         | Teil der Hochhaussiedlung im Stadtteil Neugereut. |      |
| 32.  | Romeo-Hochhaus, Schozacher Str. 40               | Zuffenhausen            | 54,32 m                  | 19         | 1957, Umbau 2009             | Am Rande der Neubausiedlung Rot. Der Architekt Hans Scharoun baute die Hochhäuser „Romeo und Julia“ mit Wilhelm Frank. |      |
| 33.  | GENO-Hochhaus, Heilbronner Straße 41             | Stuttgart-Mitte         | 53,9 m                   | 13         | 1972, Umbau 2004             | Genossenschaftliche Zentralbank AG, Stuttgart, (GZB-Bank) Architekten: Hans Kammerer und Werner Belz |      |
| 34.  | Van Technology Center VTC, Mercedesstr. 129/10   | Untertürkheim           | 53,8 m                   | 14         | 2005                         | Mercedes-Benz Werk Stuttgart-Untertürkheim, an der Benzstraße (L 1100) und der B 14-Brücke (Neckartalviadukt Untertürkheim). |      |
| 35.  | Reinsburgstr. 21–27                              | Stuttgart-West          | 52,8 m                   | 15         | 1975, Umbau 2006             | Komplex der Allianz an der Karlshöhe. |      |
| 36.  | Fontana (Pullmann-Hotel), Vollmöllerstr. 5       | Vaihingen               | 52,3 m                   | 15         | 1990                         | Direkt am Bahnhof Vaihingen (S-Bahn), zur Vaihinger Seite hin. |      |
| 37.  | Paul-Lincke-Str. 5                               | Botnang                 | 51,3 m                   | 18         | 1972                         | Teil der Hochhaussiedlung im Nordosten Botnangs. |      |
| 38.  | Stitzenburgstr. 1                                | Stuttgart-Mitte         | 51,11 m                  | 14         | 1956, Umbau 1987             | Teil der „City Hochhäuser“. Wirkt durch die exponierte Lage aus der Ferne betrachtet wesentlich höher. |      |
| 39.  | Im Lauchau 31                                    | Vaihingen               | 51,1 m                   | 17         | 1969                         | Teil der Hochhaussiedlung „Im Lauchau“ in Vaihingen. |      |
| 40.  | ABB-Hochhaus, Albstr. 14                         | Degerloch               | 50,8 m 63,3 m (mit Mast) | 13         | 1992, Umbau 2007             | |      |
| 41.  | Dessauer Str. 65                                 | Stuttgart-Bad Cannstatt | 50,5 m                   | 18         | 1971                         | Teil vom Hochhauskomplex auf dem Hallschlag. |      |
| 42.  | Mönchfeldstr. 110                                | Mühlhausen              | 50,08 m                  | 18         | 1962, Umbau 1973             | An der Grenze zum Stadtteil Mönchfeld. |      |
| 43.  | Paul-Lincke-Str. 10                              | Botnang                 | 50,05 m                  | 16         | 1974                         | Teil der Hochhaussiedlung im Nordosten Botnangs. |      |
| 44.  | Stuttgart International                          | Möhringen               | 50,04 m                  | 18         | 1969, Umbau 2010             | Das Stuttgart International gehört heute zum Dormero-Hotel im SI-Centrum. |      |
| 45.  | Hahn-Hochhaus, Friedrichstr. 10                  | Stuttgart-Mitte         | 49,8 m                   | 14         | 1964, Umbau 1984             | Ehemaliges Verwaltungsgebäude Hahn in der Friedrichstraße. Traufhöhe liegt bei 46,78 m. Architekten: Rolf Gutbrod und weitere |      |
| 46.  | Herold Center, Wilhelmsplatz 11                  | Stuttgart-Mitte         | 49,6 m                   | 12         | 1996, Umbau 1999, 2016       | Am Wilhelmsplatz; Hauptstätter Straße (B 14). Bei der Höhenangabe handelt es sich um die Firsthöhe. |      |
| 47.  | Apollo, Max-Brod-Weg 14                          | Mühlhausen              | 49,0 m                   | 17         | 1972, Umbau 1994             | In Hanglage oberhalb von Weinbergen über der Neckarschleife/dem Max-Eyth-See. Teil der Hochhaussiedlung im Stadtteil Freiberg. |      |
| 48.  | Paul-Lincke-Str. 20                              | Botnang                 | 48,9 m                   | 16         | 1973                         | Teil der Hochhaussiedlung im Nordosten Botnangs. |      |
| 49.  | Welsweg 7                                        | Mühlhausen              | 48,8 m                   | 15         | 1963                         | Im Stadtteil Mönchfeld, an der Grenze zum Stadtteil Freiberg. |      |
| 50.  | Pelikanstr. 53                                   | Mühlhausen              | 48,76 m                  | 18         | 1972, Umbau 1993             | Teil der Hochhaussiedlung im Stadtteil Neugereut. |      |
| 51.  | Pressehaus Stuttgart, Plieninger Str. 150A       | Möhringen               | 48,6 m                   | 11         | 1976, Umbau 1984, 2013, 2014 | Ganz im Osten von Möhringen. Gebäudeteil im Bild rechts. |      |
| 52.  | Daimler AG, Epplestr. 225                        | Möhringen               | 48,56 m                  | 11         | 1986                         | Daimler AG am Standort Möhringen. Die Höhe mit Stern beträgt 62,56m. |      |
| 53.  | Relenbergstr. 57                                 | Stuttgart-Nord          | 48,3 m                   | 16         | 1972                         | Studentenwohnheim. |      |
| 54.  | Charlottenplatz 6                                | Stuttgart-Mitte         | 47,9 m                   | 12         | 1967, Umbau 1981, 2016       | Auch bekannt als Schwabenbräu-Hochhaus. Traufhöhe liegt hier bei 44,45 m. |      |
| 55.  | Am Bergheimer Hof 49                             | Weilimdorf              | 47,7 m                   | 17         | 1972                         | Teil des Hochhaus-Ensembles im Stadtteil Giebel. |      |
| 56.  | Seniorenresidenz Augustinum, Florentiner Str. 20 | Sillenbuch              | 47,6 m                   | 16         | 1970                         | |      |
| 57.  | Wallensteinstr. 33–37                            | Mühlhausen              | 47,4 m                   | 16         | 1969                         | Teil der Hochhaussiedlung im Stadtteil Freiberg. |      |
| 58.  | Stadtbibliothek am Mailänder Platz               | Stuttgart-Mitte         | 47,2 m                   | 8          | 2011                         | [ 2 ] |      |
| 59.  | Mercedes-Benz-Museum, Mercedesstr. 100           | Stuttgart-Bad Cannstatt | 47,1 m                   | 11         | 2007, Umbau 2009, 2012       | Im NeckarPark in Bad Cannstatt. |      |
| 60.  | Max-Kade-Heim, Holzgartenstr. 9a                 | Stuttgart-Mitte         | 46,9 m                   | 16         | 1953, Umbau 2010             | Studentenwohnheim am Uni-Campus Mitte. |      |
| 61.  | LSV-Hochhaus, Vogelrainstr. 25                   | Stuttgart-Süd           | 46,4 m                   | 13         | 1965,Umbau 2008              | Sitz der Landwirtschaftlichen Sozialversicherung, neben dem Stadtbahnbetriebshof Heslach. |      |
| 62.  | Ibisweg 1–3                                      | Mühlhausen              | 46,1 m                   | 15         | 1976                         | Teil der Hochhaussiedlung im Stadtteil Neugereut. |      |
| 63.  | Triebweg 109                                     | Stuttgart-Feuerbach     | 46,0 m                   | 16         | 1970                         | Teil der Hochhaussiedlung am Sportpark Feuerbach. |      |
| 64.  | Schildkrötenweg 2                                | Weilimdorf              | 45,4 m                   | 15         | 1965                         | Teil des Hochhaus-Ensembles im Stadtteil Giebel. |      |
| 65.  | Pfaffenwaldring 39A+B                            | Vaihingen               | 45,3 m                   | 15         | 1975                         | Hochhaus auf dem Uni-Campus in Vaihingen. |      |
| 66.  | Mönchsbergstr. 101                               | Zuffenhausen            | 44,7 m                   | 16         | 1975                         | Teil der Hochhaussiedlung in Stuttgart-Rot. Auf der anderen Straßenseite stehen Romeo & Julia. |      |
| 67.  | Paul-Lincke-Str. 14                              | Botnang                 | 44,6 m                   | 14         | 1974                         | Teil der Hochhaussiedlung im Nordosten Botnangs. |      |
| 68.  | Türlenstr. 34                                    | Stuttgart-Nord          | 44,55 m                  | 16         | 1965, Umbau 1981             | Personalwohnheim auf dem Gelände des ehemaligen Bürgerhospitals. |      |
| 69.  | Pfaffenwaldring 37A+B                            | Vaihingen               | 44,5 m                   | 15         | 1975                         | Hochhaus auf dem Uni-Campus in Vaihingen. |      |
| 70.  | Wallensteinstr. 29–31                            | Mühlhausen              | 44,4 m                   | 15         | 1967, Umbau 2003             | Teil der Hochhaussiedlung im Stadtteil Freiberg. |      |
| 71.  | Friedhofstr. 11                                  | Stuttgart-Nord          | 44,3 m                   | 15         | 1956                         | Eines der 4 „Conradi-Hochhäuser“. |      |
| 72.  | Krokodilweg 10                                   | Weilimdorf              | 44,17 m                  | 15         | 1962, Umbau 1979             | Teil des Hochhaus-Ensembles im Stadtteil Giebel. |      |
| 73.  | Krokodilweg 50                                   | Weilimdorf              | 44,16 m                  | 15         | 1962, Umbau 1975             | Teil des Hochhaus-Ensembles im Stadtteil Giebel. |      |
| 74.  | Seniorenresidenz Augustinum, Florentiner Str. 20 | Sillenbuch              | 44,15 m                  | 14         | 1970, Umbau 2008             | |      |
| 75.  | Krokodilweg 40                                   | Weilimdorf              | 43,9 m                   | 15         | 1963, Umbau 1976             | Teil des Hochhaus-Ensembles im Stadtteil Giebel. |      |
| 76.  | Krokodilweg 20                                   | Weilimdorf              | 43,6 m                   | 15         | 1962, Umbau 1979             | Teil des Hochhaus-Ensembles im Stadtteil Giebel. |      |
| 77.  | Welsweg 1                                        | Mühlhausen              | 43,2 m                   | 14         | 1963                         | Im Stadtteil Mönchfeld, an der Grenze zum Stadtteil Freiberg. |      |
| 78.  | Marienhospital, Böheimstraße 37                  | Stuttgart-Süd           | 43,1 m                   | 10         | 1997                         | Bettenhaus des Marienhospitals im Stuttgarter Süden. |      |
| 79.  | Mauserstr. 3                                     | Stuttgart-Feuerbach     | 42,9 m                   | 9          | 1974                         | Hochhaus der Firma Behr im Gewerbegebiet Feuerbach-Ost. |      |
| 80.  | Haldenrainstr. 75                                | Zuffenhausen            | 42,8 m                   | 15         | 1957, Umbau 1989             | Gegenüber dem Hochhaus „Romeo“ im Stadtteil Rot. |      |
| 81.  | Wegaweg 6                                        | Vaihingen               | 42,78 m                  | 16         | 1961                         | Hochhaus im Stadtteil Dürrlewang. |      |
| 82.  | Nordtor Plaza, Heilbronner Str. 362              | Stuttgart-Feuerbach     | 42,5 m                   | 11         | 2003, Umbau 2013             | Markanter Bau im Bereich der Automeile entlang der Heilbronner Straße im Gewerbegebiet Feuerbach-Ost. |      |
| 83.  | Pressehaus Stuttgart, Plieninger Straße 148b     | Möhringen               | 42,48 m                  | 10         | 1984                         | Ganz im Osten von Möhringen. Gebäudeteil im Bild links. |      |
| 84.  | Stuttgarter Volksbank, Börsenstr. 3              | Stuttgart-Mitte         | 42,43 m                  | 11         | 1996                         | Zentrale der Stuttgarter Volksbank. |      |
| 85.  | Böckinger Str. 5                                 | Zuffenhausen            | 42,4 m                   | 15         | 1967, Umbau 1980             | Männerwohnheim der EVA im Stadtteil Rot. |      |
| 86.  | Kafkaweg 2–8                                     | Mühlhausen              | 41,9 m                   | 16         | 1968                         | Teil der Hochhaussiedlung im Stadtteil Freiberg. |      |
| 87.  | Mönchsbergstr. 87                                | Zuffenhausen            | 41,8 m                   | 14         | 1975                         | Teil der Hochhaussiedlung in Stuttgart-Rot. Auf der anderen Straßenseite stehen Romeo & Julia. Gebäude im Bild links. |      |
| 88.  | Schneideräckerstr. 51                            | Mühlhausen              | 41,7 m                   | 15         | 1974                         | Teil der Hochhaussiedlung im Stadtteil Neugereut. |      |
| 89.  | Rotweg 43                                        | Zuffenhausen            | 41,6 m                   | 14         | 1974                         | |      |
| 90.  | Galileistr. 31                                   | Vaihingen               | 41,58 m                  | 15         | 1960                         | Hochhaus im Stadtteil Dürrlewang |      |
| 91.  | Paul-Lincke-Str. 2                               | Botnang                 | 41,4 m                   | 13         | 1974, Umbau 2007             | Teil der Hochhaussiedlung im Nordosten Botnangs. |      |
| 92.  | Widmaierstr. 115                                 | Möhringen               | 41,08 m                  | 14         | 1971                         | Am SI-Centrum in Möhringen. Gebäude in Bildmitte. |      |
| 93.  | Leharstr. 4                                      | Botnang                 | 41,03 m                  | 15         | 1970, Umbau 2016             | Teil der Hochhaussiedlung im Nordosten Botnangs. |      |
| 94.  | Widmaierstr. 125                                 | Möhringen               | 40,96 m                  | 14         | 1971                         | Am SI-Centrum in Möhringen. Gebäude in Bildmitte. |      |
| 95.  | Hegelstr. 51                                     | Stuttgart-West          | 40,75 m                  | 15         | 1956, Umbau 2015             | Hochhaus an der Russischen Kirche im Stuttgarter Westen. |      |
| 96.  | Pelikanstr. 38                                   | Mühlhausen              | 40,64 m                  | 15         | 1974                         | Teil der Hochhaussiedlung im Stadtteil Neugereut. |      |
| 97.  | Danneckerstr. 7                                  | Stuttgart-Mitte         | 40,61 m                  | 14         | 1956                         | Teil der „City-Hochhäuser“. |      |
| 98.  | Suttnerstr. 34                                   | Mühlhausen              | 40,6 m                   | 14         | 1974                         | Teil der Hochhaussiedlung im Stadtteil Freiberg, jedoch im Tal und nicht in exponierter Lage wie die übrigen Hochhäuser vor Ort und daher kaum sichtbar. |      |
| 99.  | CasaNova, Augustenstr. 1                         | Stuttgart-West          | 40,5 m                   | 11         | 1979, Umbau 1983, 2012       | Am Westlichen City-Ring. |      |
| 100. | Südwestbank-Zentrale, Rotebühlstr. 125           | Stuttgart-West          | 40,1 m                   | 11         | 1977, Umbau 1998, 2014       | 4.000 Quadratmeter Grundstücksfläche, 12.000 Quadratmeter Nutzfläche, Baukosten von 22 Millionen Mark, zwei Jahre Bauzeit. |      |
| 101. | Wallensteinstr. 21                               | Mühlhausen              | 39,8 m                   | 14         | 1967                         | Teil der Hochhaussiedlung im Stadtteil Freiberg. |      |
| 102. | Rostocker Str. 51–53                             | Stuttgart-Bad Cannstatt | 39,7 m                   | 13         | 1969, Umbau 2013             | Teil vom Hochhauskomplex auf dem Hallschlag. Gebäude in Bildmitte. |      |
| 103. | Borsigstr. 50                                    | Stuttgart-Feuerbach     | 39,5 m                   | 11         | 1973, Umbau 1982             | Ehemaliges Hochhaus der Firma Hahn+Kolb im Gewerbegebiet Feuerbach-Ost. |      |
| 104. | Rostocker Str. 50–52                             | Stuttgart-Bad Cannstatt | 39,4 m                   | 13         | 1970, Umbau 1972             | Teil vom Hochhauskomplex auf dem Hallschlag. |      |
| 105. | Rotenwaldstr. 118                                | Stuttgart-West          | 39,3 m                   | 13         | 1973                         | Am ehemaligen Westbahnhof hoch über dem Stuttgarter Westen. Im Bild links im Vordergrund. |      |
| 106. | Mönchstr. 5                                      | Stuttgart-Nord          | 39,25 m                  | 13         | 1957                         | Eines der 4 „Conradi-Hochhäuser“. |      |
| 107. | Triebweg 119                                     | Stuttgart-Feuerbach     | 39,1 m                   | 12         | 1971                         | Teil der Hochhaussiedlung am Sportpark Feuerbach. |      |

## Nicht realisierte Planungen
Wie in jeder Großstadt gibt es auch in Stuttgart bemerkenswerte, aber nicht realisierte Hochhaus-Planungen. Erwähnt sei hier ein so genannter Trump-Tower (Deutschland), der ab 2001 ein Thema war. Dieser geplante Trump-Tower sollte auf der exponierten Prag, einem Berg am nördlichen Rand des Stuttgarter Talkessels errichtet werden. Das 180 Meter hohe Büro-, Hotel- und Wohnhochhaus, dessen Kosten damals auf rund 230 Mio. Euro veranschlagt wurden, war „in der Bevölkerung, im Gemeinderat sowie in der Architekten- und Immobilienszene umstritten“. Der Wolkenkratzer sollte zunächst in Berlin gebaut werden. Als dieses Vorhaben scheiterte, kamen die Alternativen Frankfurt/M. und im April 2001 Stuttgart ins Gespräch.
Nach 2003 wurden die Pläne nicht weiter verfolgt.

## Weitere Hochhäuser in der Region
Als Rekordhalter in der Region sei das Wüstenrot-Hochhaus in Ludwigsburg mit seinen 79 Metern erwähnt. Er wurde schon Anfang der siebziger Jahre gebaut. Mit rund 70 Metern Höhe entsteht in Bietigheim-Bissingen das Sky-Hochhaus. Außerdem befindet sich aktuell der Schwabenlandtower in Fellbach, mit geplanten 107 Metern im Bau. Im Oktober 2015 wurde der 66 Meter hohe Neubau der Firma Festo in Esslingen eröffnet. In Renningen baute Bosch ein neues Forschungszentrum, welches u. a. einen 60 Meter hohen Neubau beinhaltete. Momentan entsteht in Sindelfingen ein ca. 70 Meter hoher Neubau der Firma Bitzer.
Eine sehr eigene Kombination stellt der Rathausturm (und Wasserturm) in  Kornwestheim aus dem Jahre 1935 dar (48 Meter Höhe des Gebäudes).

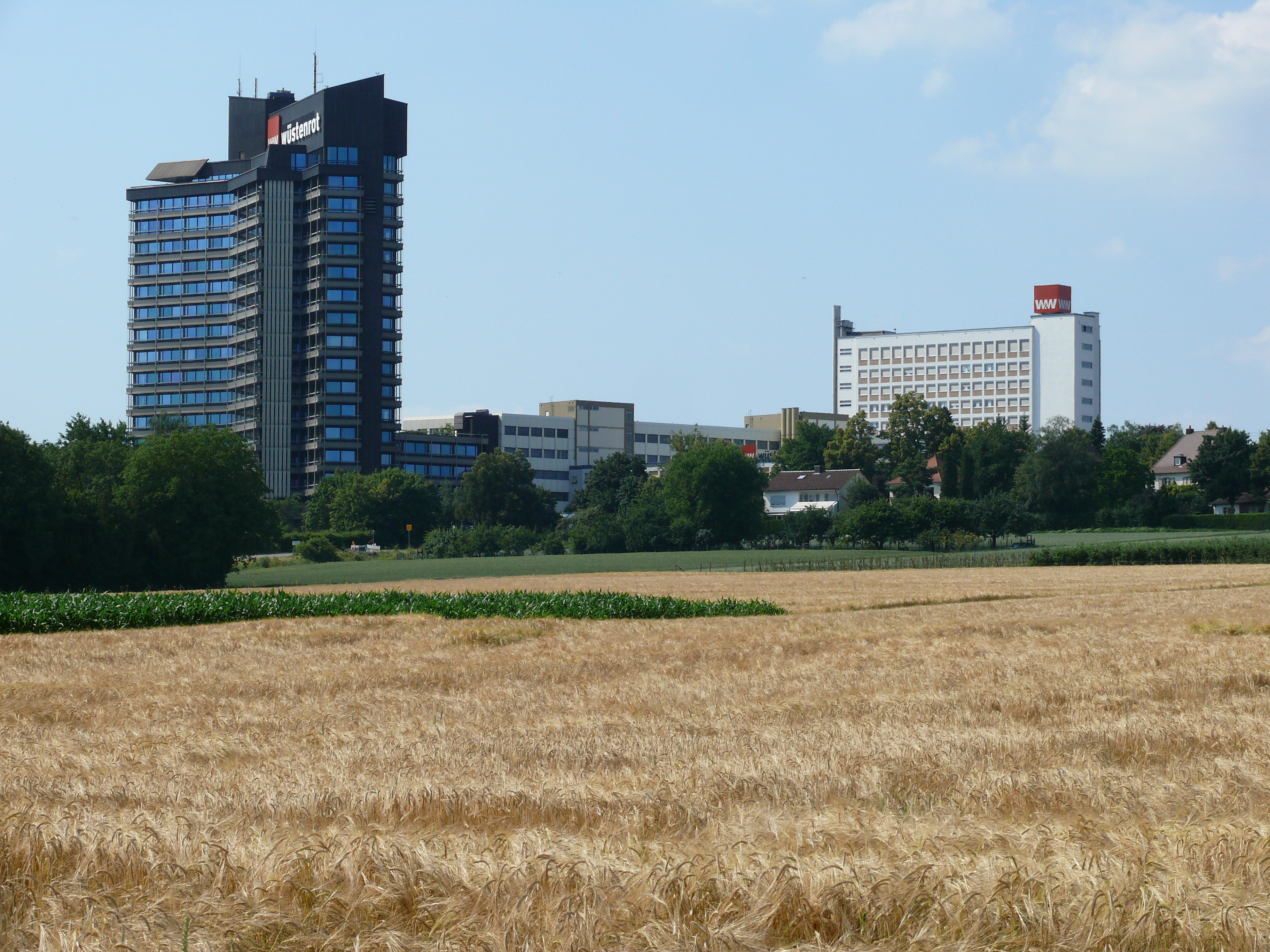
Komplex der Wüstenrot & Württembergische in Ludwigsburg. „Rekordhalter“ links.
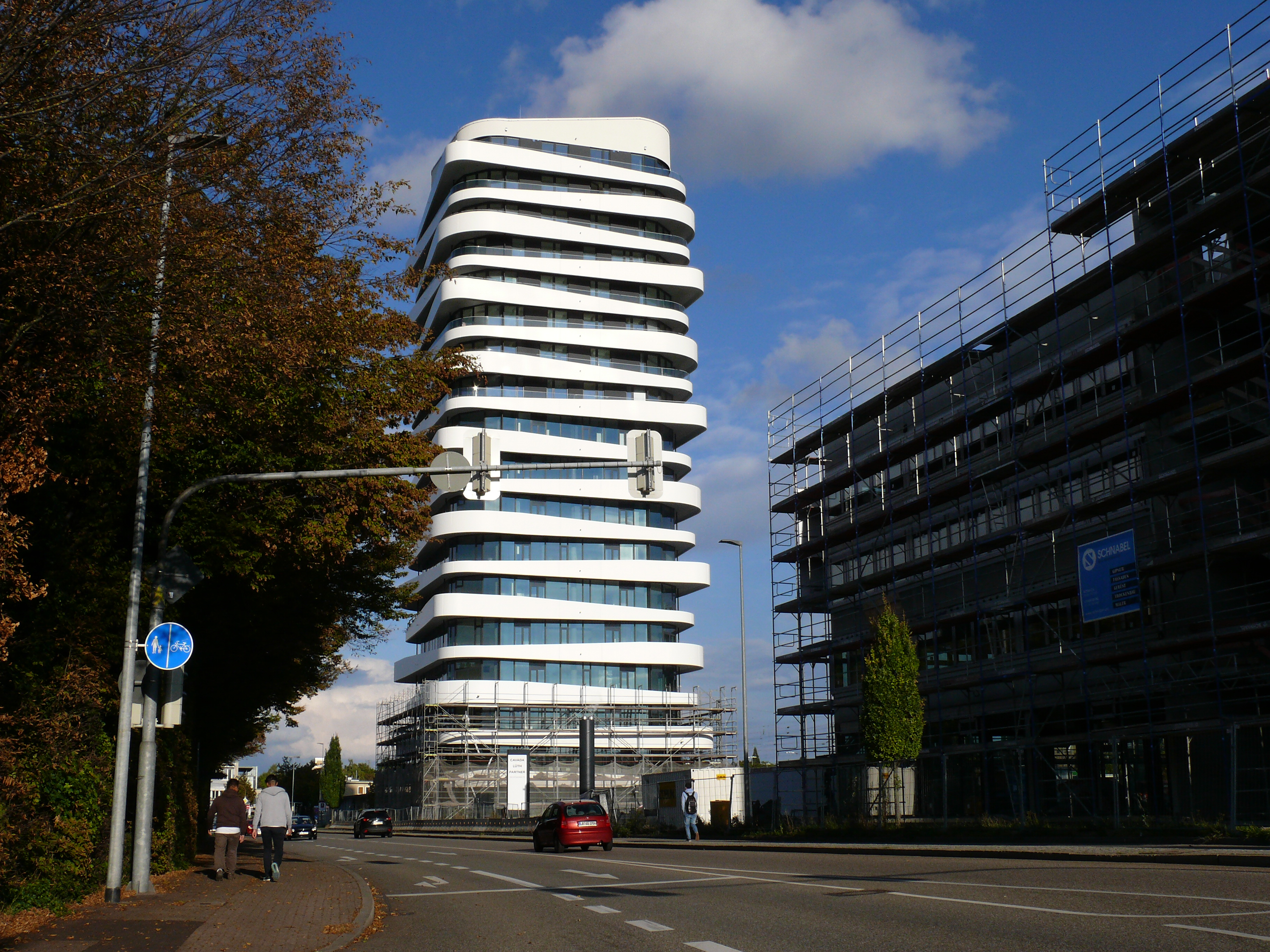
Sky-Hochhaus in Bietigheim-Bissingen im Oktober 2016
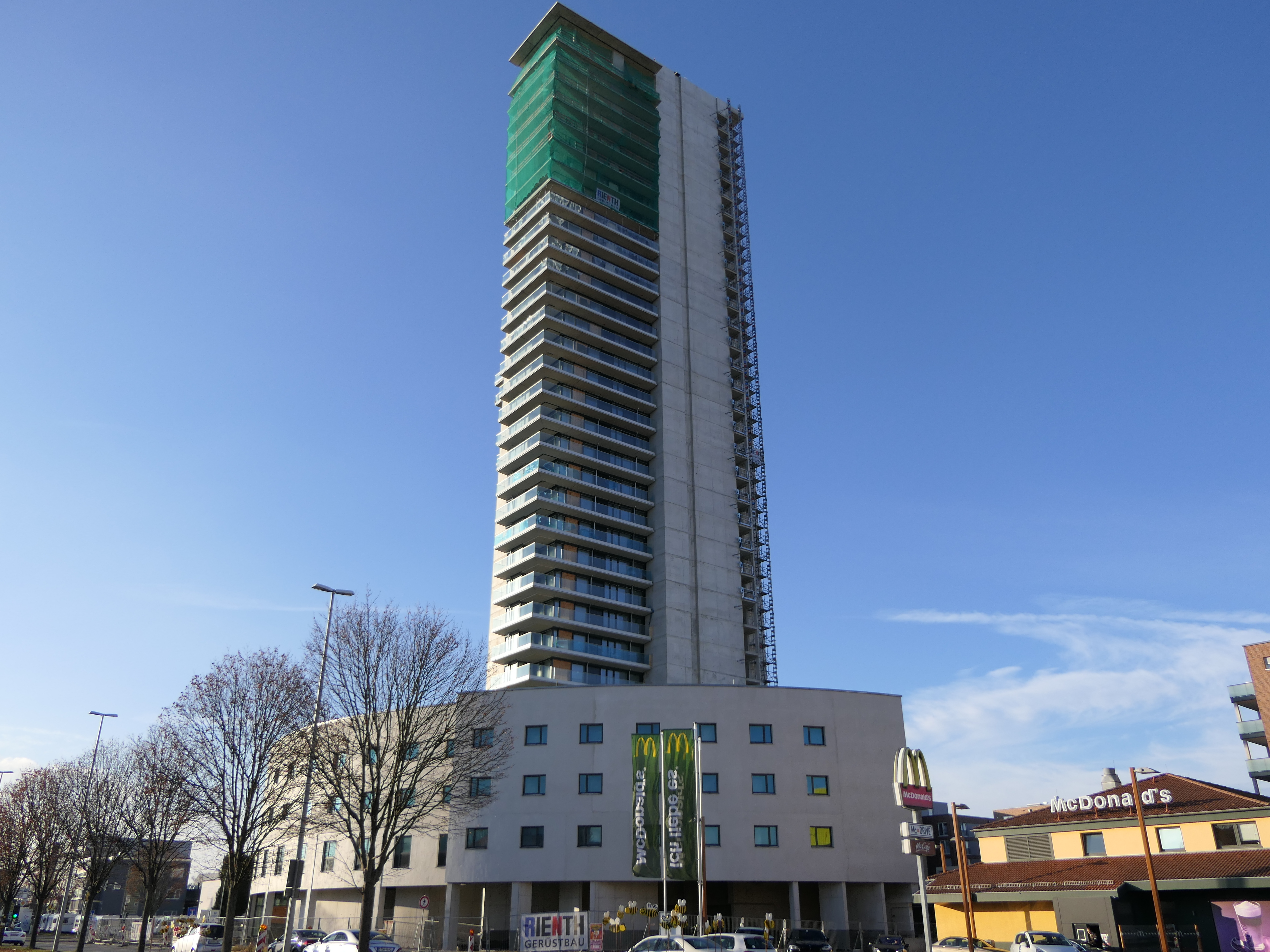
Schwabenlandtower in Fellbach im November 2018
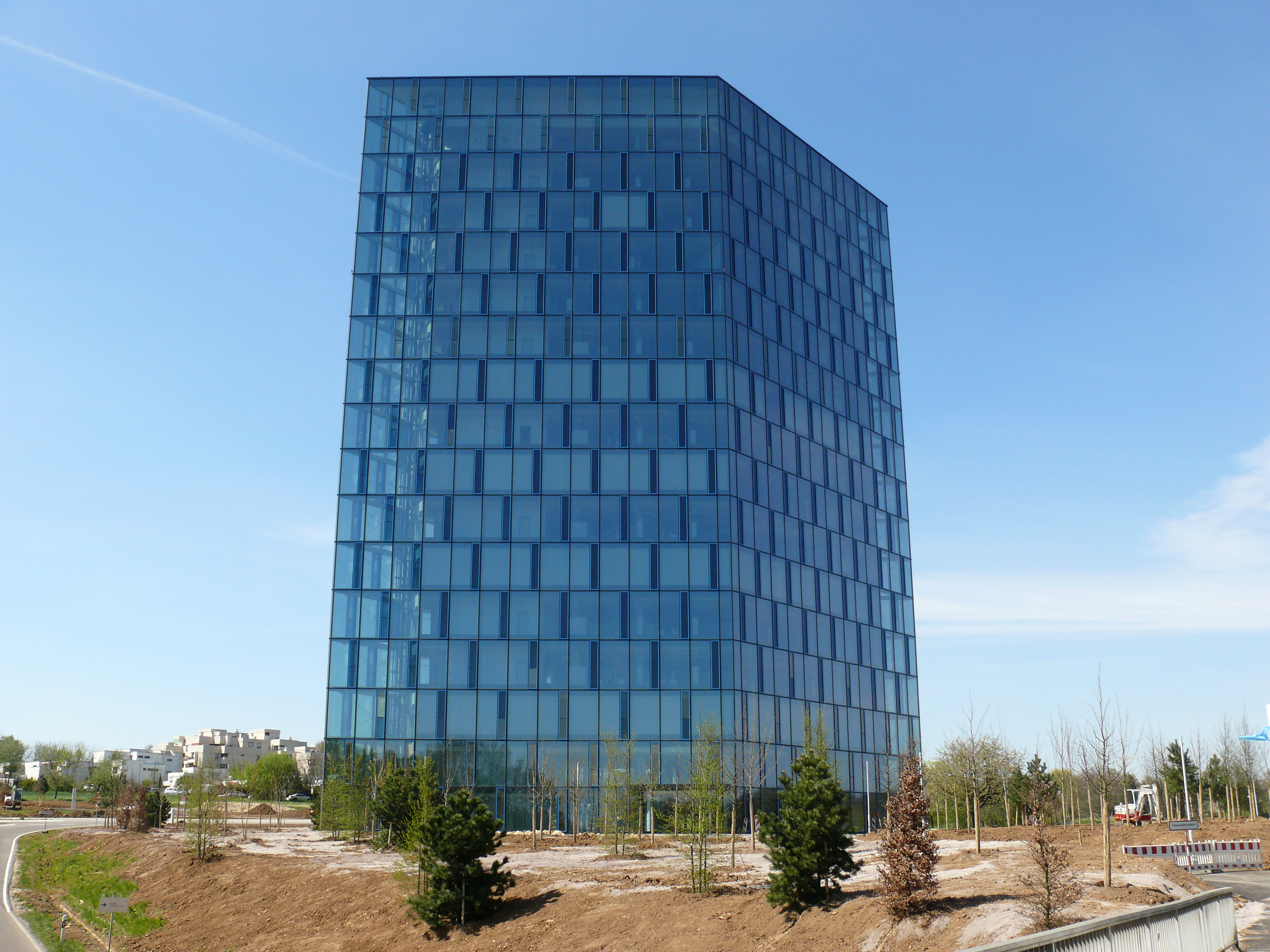
Das Festo-Hochhaus im April 2015
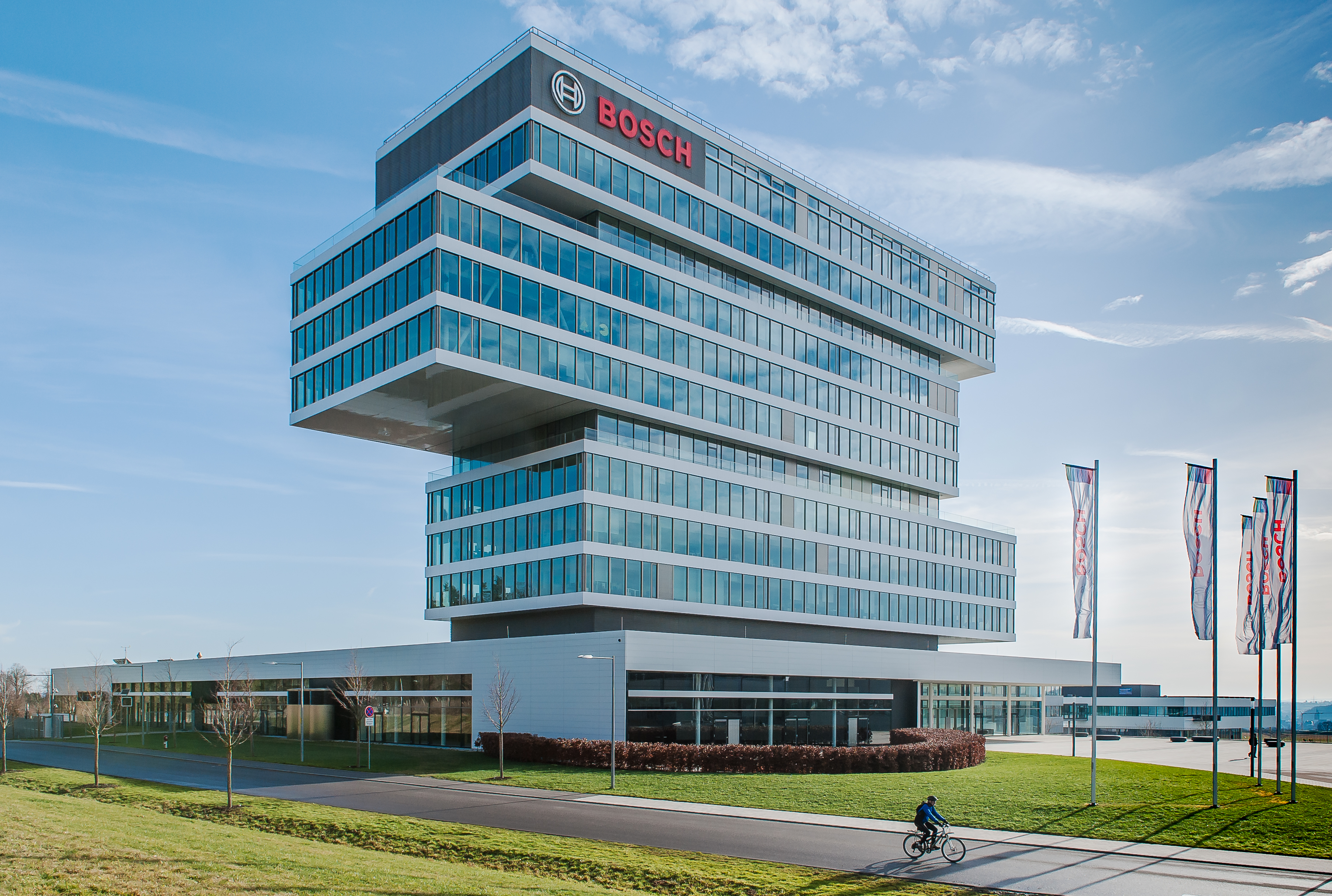
Bosch-Hochhaus in Renningen im Januar 2018
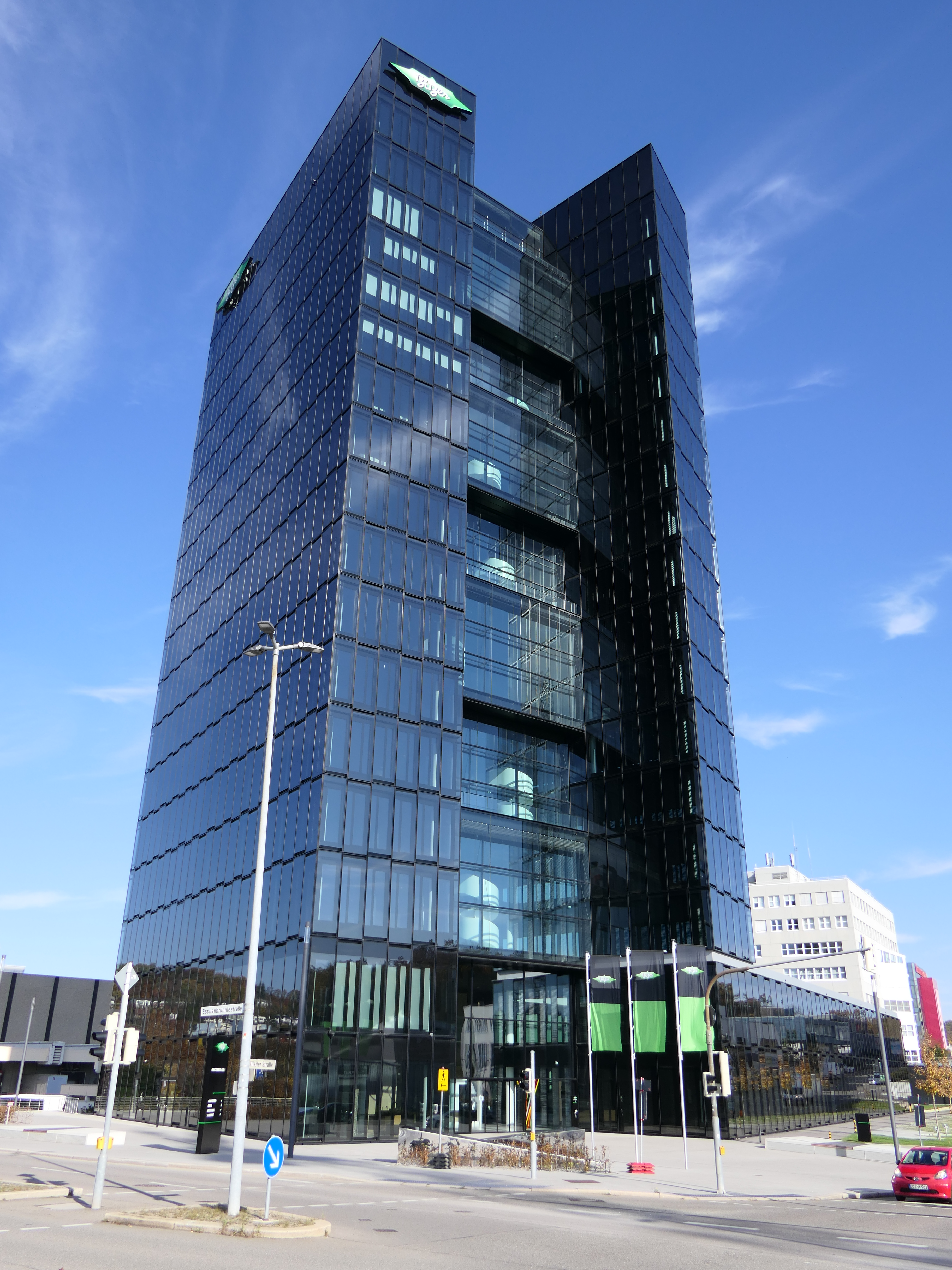
Das Bitzer-Hochhaus in Sindelfingen im November 2020
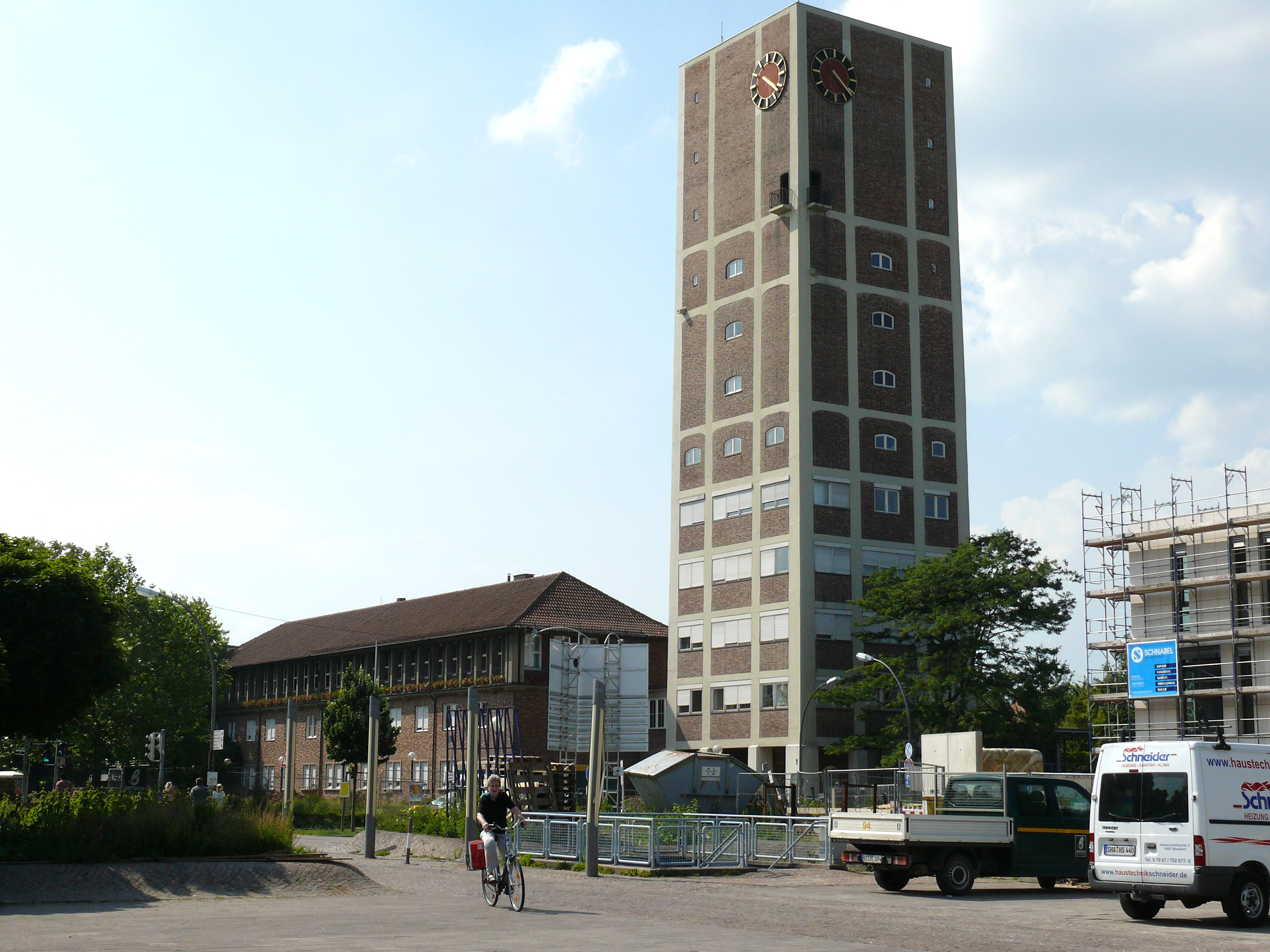
Rathaus Kornwestheim